# Эворонская полёвка
Эворонская полёвка (лат. Alexandromys evoronensis) — вид грызунов рода Alexandromys, широко распространенный на небольшой территории на востоке России. Долгое время её относили к роду Microtus. Ближайший родственный вид — Alexandromys mujanensis.

## Описание
Длина тела без хвоста составляет от 122 до 157 мм, длина хвоста — от 40 до 65 мм, масса — от 51 до 91 г. Самцы обычно немного крупнее самок. Длина задних лап составляет 18-22 мм, длина ушей — 11-15 мм. У эворонской полёвки тёмный серо-коричневый мех на спине и серый или белый мех на брюшке. Для хвоста характерна тёмная верхняя сторона и светлая нижняя. Кариотип 2n=38 или 40.

## Распространение и образ жизни
Вид известен только из одного района в центре Хабаровского края на Амуре. Обитает на травянистых участках с большим количеством трав и лишайников. Также может встречаться на заболоченных участках с разрозненными кустарниками и мхами.
Рацион состоит в основном из трав, растений родов Glyceria, Sanguisorba и водорослей. Гнездо обычно вырыто под кучей травы или деревом. В период размножения с мая по июль самки могут иметь три помёта. В неволе беременность самок длилась 17-20 дней, а после рождения потомства до следующей беременности проходило 18-42 дня. В одном помёте бывает от 3 до 11 новорожденных.

## Угроза исчезновения
Новые пахотные земли, предположительно, оказывают негативное влияние. Размер популяции неизвестен. Предположительно, эворонская полёвка обитает на территории площадью 5 000 км². МСОП включает её в список с недостаточными данными.